# Charles Farrell
Pour les articles homonymes, voir Farrell.
Charles Farrell (9 août 1901 – 6 mai 1990) est un acteur américain de l'ère du cinéma muet puis de la télévision. Farrell est particulièrement connu pour ses romances à l'écran avec l'actrice Janet Gaynor. Ils partagèrent l'affiche d'une douzaine de films dont  L'Heure suprême (Seventh Heaven), L'Ange de la rue et L'Isolé (Lucky Star).

## Carrière
Né à Walpole Massachusetts, Farrell débute à Hollywood par de petits rôles dans les années 1920. Sa première apparition, non créditée, date de 1923 dans le film La Flétrissure (The Cheat) avec la vamp de l'écran d'origine polonaise Pola Negri et l'acteur Jack Holt. Son deuxième film est la très populaire adaptation du roman de Victor Hugo Notre-Dame de Paris (The Hunchback of Notre Dame) avec Lon Chaney réalisé en 1923 par Wallace Worsley.
Farrell joue de petits rôles durant les années suivantes sans grand succès jusqu'au mélodrame L'Heure suprême (Seventh Heaven) de Frank Borzage où il est associé à Janet Gaynor. Le film, loué par la critique, fut un tel triomphe que les deux acteurs se retrouveront à nouveau dans plus de douze films jusqu'au début du cinéma parlant. Contrairement à de nombreux pairs, Farrell passa sans difficulté au parlant et resta un acteur très populaire.

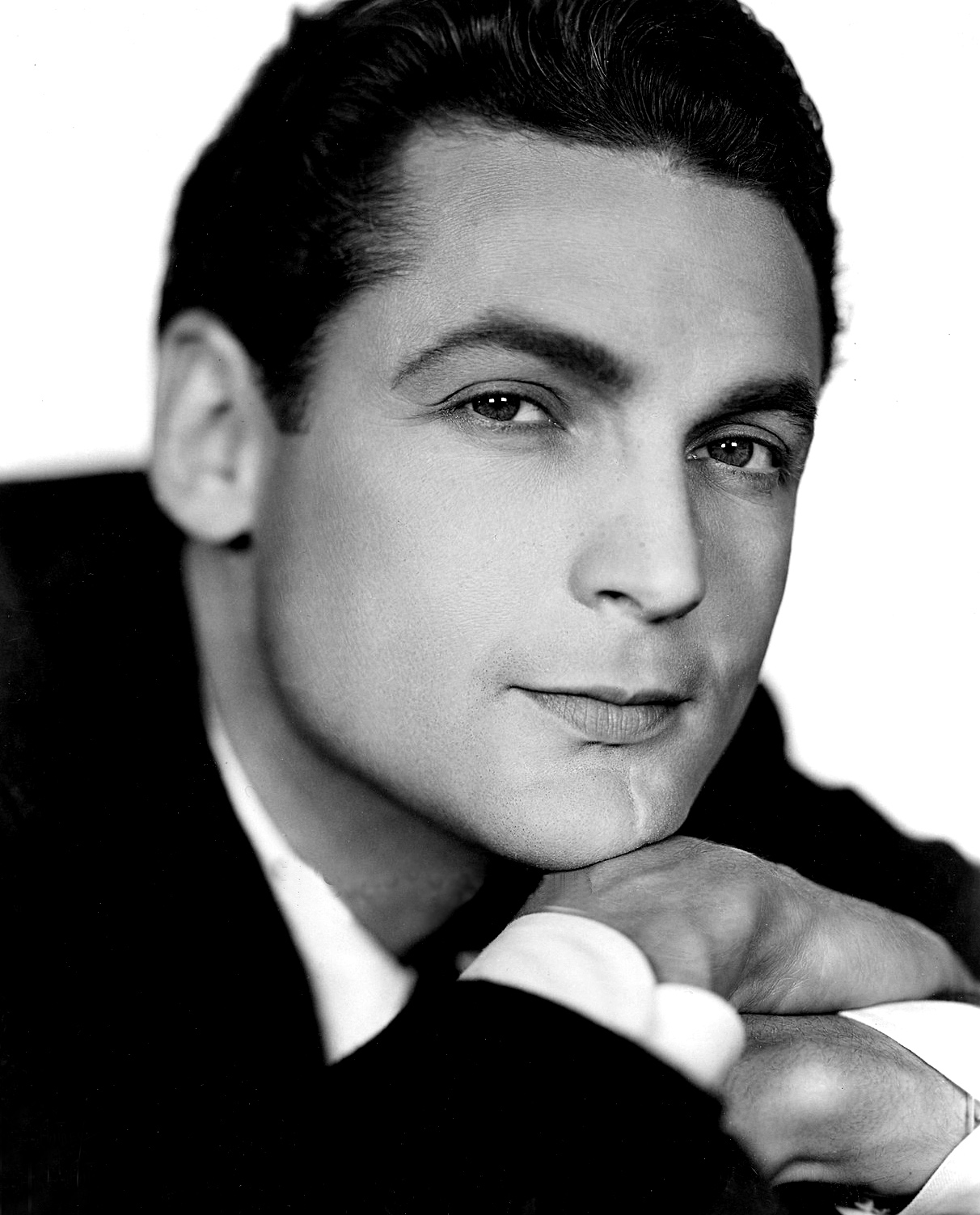
Charles Farrell

## Télévision
Au début des années 1950, après le déclin de sa carrière au cinéma, Farrell joue dans la série de télévision populaire My Little Margie. La série durera de 1952 à 1955. En 1956 Farrell reçoit dans sa propre émission, The Charles Farrell Show.

## Vie personnelle
Farrell épousa l'ex-actrice Virginia Valli le 4 février 1931. Ils restèrent unis jusqu'à la mort de celle-ci le 24 septembre 1968.

## Retraite
Après sa retraite d'acteur, Farrell devint résident à vie de Palm Springs en Californie où il crée le Palm Springs Racquet Club avec son ami acteur Ralph Bellamy.
Atout décisif de la prospérité de Palm Springs dans les années 1950, Farrell fut élu maire de la communauté en 1953, un poste qu'il occupa sept ans. Farrell meurt d'un infarctus du myocarde en 1990 à 88 ans. Il est enterré au Welwood Murray Cemetery à Palm Springs.

## Récompenses
Pour sa contribution au cinéma et à la télévision, Charles Farrell possède deux étoiles sur le Hollywood Walk of Fame au 7021 Hollywood Blvd. (cinéma), et au 1617 Vine Street (télévision).

## Filmographie partielle

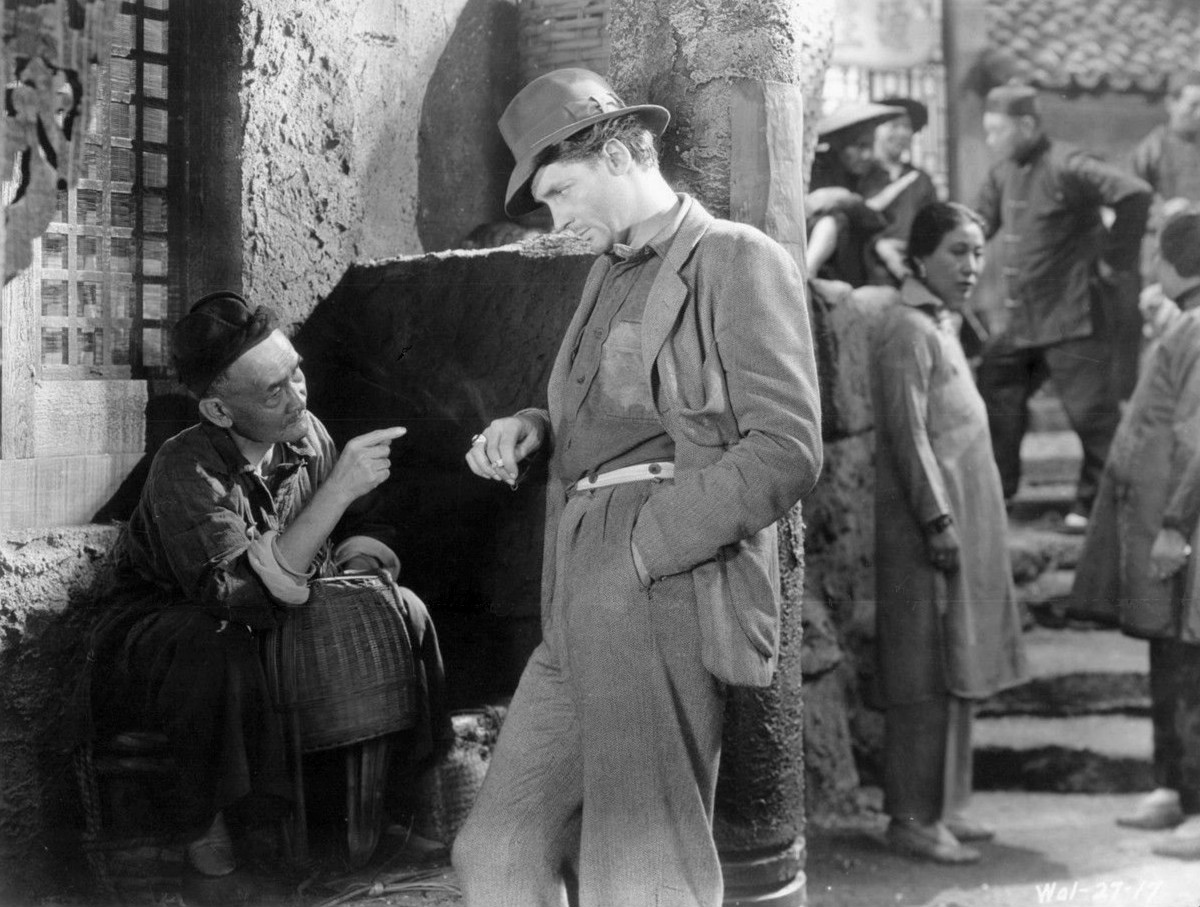
Charles Farrell dans Hors du gouffre (1931)

- 1923 : La Flétrissure (The Cheat) de George Fitzmaurice (non crédité)
- 1925 : Clash of the Wolves de Noel M. Smith
- 1925 : The Love Hour de Herman C. Raymaker
- 1925 : Vive le sport ! (The Freshman) de Fred C. Newmeyer et Sam Taylor
- 1926 : A Trip to Chinatown de Robert P. Kerr
- 1926 : Vaincre ou mourir de James Cruze (Old Ironsides)
- 1927 : L'Heure suprême (Seventh Heaven) de Frank Borzage
- 1927 : The Rough Riders de Victor Fleming
- 1928 : L'Ange de la rue (Street Angel) de Frank Borzage
- 1928 : L'Insoumise (Fazil) de Howard Hawks
- 1928 : La Danse rouge (The Red Dance) de Raoul Walsh
- 1929 : L'Isolé (Lucky Star), de Frank Borzage
- 1929 : La Femme au corbeau (The River), de Frank Borzage
- 1929 : Happy Days de Benjamin Stoloff
- 1929 : La Vie en rose (Sunnyside Up) de David Butler
- 1930 : Liliom de Frank Borzage
- 1930 : L'Intruse (City Girl) de Friedrich Wilhelm Murnau
- 1930 : High Society Blues de David Butler
- 1931 : Hors du gouffre (The Man Who Came Back) de Raoul Walsh
- 1931 : Body and Soul de Alfred Santell
- 1931 : Merely Mary Ann de Henry King
- 1931 : Heartbreak de Alfred L. Werker
- 1931 : Délicieuse (Delicious) de David Butler
- 1932 : After Tomorrow de Frank Borzage
- 1932 : Wild Girl, de Raoul Walsh
- 1932 : The First Year (en) de William K. Howard
- 1932 : Tess of the Storm Country de Alfred Santell
- 1933 : Aggie Appleby de Mark Sandrich
- 1933 : La Dame sans logis (Girl Without a Room) de Ralph Murphy
- 1934 : The Big Shakedown, de John Francis Dillon
- 1934 : Premier Amour (Change of heart) de John G. Blystone
- 1934 : L'amour triomphe ou Drame à Hollywood (Falling in Love) de Monty Banks
- 1935 : Forbidden Heaven de Reginald Barker
- 1935 : Fighting Youth de Hamilton MacFadden
- 1936 : Le Collier de rubis (Treachery on the High Seas)
- 1936 : The Flying Doctor de Miles Mander
- 1937 : Moonlight Sonata de Lothar Mendes
- 1938 : Flight to Fame de Charles C. Coleman
- 1938 : La Vie en rose (Just Around the Corner) de Irving Cummings
- 1939 : Descente en vrille (Tail Spin) de Roy Del Ruth
- 1941 : The Deadly Game de Phil Rosen
- 1952 : My Little Margie (série tv)
- 1960 : Too Young to Love de Muriel Box